# Wye (reka)
Reka Wye (valižansko Afon Gwy) je peta najdaljša reka v Veliki Britaniji. Od izvira do izliva je dolga približno 215 kilometrov in teče po meji med Anglijo in Walesom. Dolina reke (spodnji tok) je zaščiteno območje izjemne naravne lepote. Pomembna je za ohranjanje narave in rekreacijo.

## Etimologija
Latinsko ime za Wye je Vaga, pridevnik pomeni "potujoč". Na zemljevidu Tithe (1844) piše Vagas Field v Whitchurchu in Chepstowu. V sodobni valižanščini lahko beseda gwy izhaja iz starovaližanske besede gwybiol ali gwyr (vijugavo tava med hribi).

## Opis
Reka Wye izvira v valižanskih gorah na Plynlimonu. Teče skozi ali mimo več mest in vasi, kot so Rhayader, Builth Wells, Hay-on-Wye, Hereford (edino mesto ob reki Wye), Ross-on-Wye, Symonds Yat, Monmouth in Tintern, in se izliva v estuarij Severn nižje od Chepstowa. Skupna dolžina je 216 km. Spodnjih 26 km reke od Redbrooka do Chepstowa je meja med Anglijo in Walesom.

## Ohranjanje
Ob reki Wye sta dva kraja posebnega znanstvenega pomena (Sites of Special Scientific Interest – SSSI), to sta zgornji tok (Gwy Uchaf) nad Hay-on-Wye in spodnji tok (Gwy Isaf) navzdol do Chepstowa. Merila za vključitev reke kot SSSI so geologija, topografija, rastlinstvo, sesalci, nevretenčarji, ribe in ptice, reka in njeni pritoki so velik linearni ekosistem. SSSI spodnjega toka Wye je razdeljen na sedem enot po ocenjevanju, ki ga je določila Natural England in upravne naloge razdelila med okrožne oblasti Powysa, Herefordshira, Gloucestershira in Monmouthshira. Wye meji na vrsto drugih SSSI-ov v Angliji in Walesu, tudi sotesko zgornjega in spodnjega toka.
Je tudi posebno ohranitveno območje (Special Area of Conservation)  in ena najpomembnejših rek v Veliki Britaniji za ohranjanje narave. Pomembna je za selitveno pot in kot koridor za prostoživeče živali, je pa tudi ključno območje razmnoževanja za številne vrste, pomembne na državni in mednarodni ravni. Ob reki živi veliko vrst in je mnogo habitatov po evropskih direktivah in zakonu o divjini in podeželju (Wildlife and Countryside Act 1981). V Powysu reka teče po območju Radnorshire, okoljsko občutljivem območju. Velik del spodnje doline je območje izjemne naravne lepote.

### Losos
Spodnji tok reke je namenjen ribolovu postrvi v skladu z direktivo ES o sladkovodnih ribah. Reka je v glavnem neonesnažena in manj uporabljena. Je ena najboljših rek za ribolov lososa v Združenem kraljestvu zunaj Škotske. Stalež lososa se je v zadnjih letih dramatično zmanjšal in po poročilih Okoljske agencije za leto 2012 sploh nima največ lososov v Walesu, več jih je v reki Dee. V angleških rekah Tyne, Ribble, Wear, Lune in Eden je bil v letu 2009 večji ulov. Wye je še posebej znana po svojih velikih "spomladanskih" lososih, ki preživijo tri ali več let v morju, preden se vrnejo v drstišče. V reko priplavajo med januarjem in junijem. Včasih dosežejo težo nad 23 kg, največji je tehtal 27 kg, ki ga je po dolgem boju 13. marca 1923 ujela Doreen Davey iz Cowpond Poola pri Ballinghamu. Zadnji velik  losos iz reke Wye je leta 1963 ujel Donald Parrish in je tehtal 23,4 kg. V zadnjih dveh ali treh desetletjih so veliki spomladanski lososi izginili.

## Zgodovina
Rimljani so zgradili most iz lesa in kamna gorvodno od današnjega Chepstowa. Reka je bila plovna vsaj od začetka 14. stoletja in je še vedno  do Monmoutha. Plovnost se je izboljšala od tu na krajši razdalji pod Herefordom, ko je sir William Sandys v začetku 1660-ih zgradil zapornice, da bi plovila lažje plula. Po zapisu v Herefordshire Council Archaeology so bile zapornice sijajne. Leta 1996 je izšel še zakon parlamenta, ki je županiji Hereford odobril nakup in porušitev mlinov na Wye in Lugg. Vse zapornice in jezovi so bili odstranjeni, razen v New Weir Forge, dolvodno od Goodricha, ki so ostali do približno leta 1815. Vsi jezovi na Wye v Herefordshiru so bili odstranjeni, da je bila dostopna z zahodne meje in vzdolž nje do kraja Hay-on-Wye. Konjska vlečna pot je bila dograjena leta 1808, vendar le do Hereforda. Tovorne ladje so vlekli ljudje s konji, in to prej kot na reki Severn. Denar je bil nekajkrat porabljen za izboljšanje reke Lugg od Leominsterja do sotočja z Wye pri Mordifordu, vendar je bila plovba po njej težka. Wye je ostala komercialno plovna vse do leta 1850, ko se je promet preselil na železnico.

## Plovnost in šport
Agencija za okolje upravlja plovnost reke. Normalna meja plimovanja (NTL) reke je Bigsweir in plovba pod to točko je pod nadzorom  pristojnega pristaniškega organa. Za javnost je dovoljena plovba dolvodno od kraja Hay-on-Wye. Kanuji so dovoljeni dolvodno od Glasburyja, če ne motijo ribičev.
Sprehajalci lahko uživajo na poti Wye Valley Walk, ki sledi toku reke Wye od Coed Hafrena v bližini Plynlimona do Chepstowa vzdolž urejenih označenih poti. Razgledišče v bližini Biblins na Wye je znano kot pogled na tri okrožja: Herefordshire, Gloucestershire in Monmouthshire.

## Pritoki
Nekateri pritoki so: Lugg, Elan, Dulas, Irfon, Marteg, Monnow, Trothy, Ithon, Llynfi, Letton Lake, Tarennig (prvi pritok) in Bidno.

## Kultura
Romantični pesnik William Wordsworth nagovarja Wye v znani pesmi Verzi, napisani nekaj milj nad opatijo Tintern (Lines Written a Few Miles Above Tintern Abbey), objavljeni leta 1798 v Lirskih baladah.
Kako pogosto v duhu sem se obrnil k tebi,
o, gozdni Wye! ti pohodnik skozi gozdove,
kako pogosto se je moj duh obrnil k tebi!

## Pogledi na reko
- Ross-on-Wye, Herefordshire
- Ross-on-Wye
- Rečni promet pri Symonds Yatu
- Cerkev svetega Petra, Dixton
- Pokrajina z razgledom na reko Wye, Thomas Jones
- Orlovo gnezdo, Wyndcliff
- Parni vlak prečka reko Wye, ko zapusti postajo Tintern, 1963

## Mostovi na reki
- Star železniški most pri Redbrooku
- Viadukt Monmouth in most vojvode Beauforta pri Monmouthu
- Most Bigsweir
- Grad Chepstow in most
- Most Brockweir
- Most Biblins
- Most Wye
- Most Wilton, Ross na Wye
- Most Chepstow pri zelo visoki plimi
- Most Backney blizu Backney Halta, porušen zaradi odstranitve železnice
- Most Victoria, Hereford
- Estuarij reke Wye in most za avtocesto M 48